# IMMACULATE 聖なる胎動
『IMMACULATE 聖なる胎動』（イマキュレート せいなるたいどう、原題:Immaculate）は、 2024年公開のアメリカ合衆国とイタリア合作のホラー映画。
2024年3月12日にサウス・バイ・サウスウエストで初公開され、2024年3月22日に米国でネオンの配給により劇場公開された。この映画は主に好評を博し、世界中で3,500万ドルの収益を上げた。

## あらすじ
シスター・メアリーは、就寝中の修道院長の寝室から鍵を盗み出し、真夜中に修道院から脱走を試みるが、黒いフードを被った4人組に連れ戻されて生き埋めにされてしまう。
少女時代に凍った湖に落ち、仮死状態から息を吹き返したセシリアは信仰に目覚め、イタリアのカトリックの修道院で新しい生活を始めた。“従順・清貧・貞操”を守る福音の誓いを立てたセシリアは、同年代のシスター・グウェンと親しくなり、両足の裏に十字架の火傷跡がある老いた修道女と会うなど奇妙なことに驚く。この修道院にはイエス・キリストの磔刑に使われたとされる聖遺物の鉄釘が安置されており、保管室でテデスキ神父から鉄釘を手渡されたセシリアは気絶する。
黒いフードと赤い覆面をつけた人々に捕まる夢を見たセシリアは、ある日、浴室で嘔吐して体調不良を訴えた。修道院長やメローラ枢機卿に呼び出されたセシリアは、貞操の誓いを破っていないか、男性と性交をしていないか問われる。一度も性体験がないにもかかわらず、セシリアは妊娠していたのだ。修道院の人々は、処女懐胎を果たしたセシリアを奇蹟の女性として扱うようになる。セシリアの妊娠が発覚後、入浴中の彼女はシスター・イザベルから殺されそうになり、その後イザベルは飛び降り自殺をするなど、不可解な事件が続く。つわりが酷くなってきたセシリアは一般の病院を受診することを希望するが教会はそれを許可しない。不可解な妊娠をしたセシリアに目を覚ますよう訴え、修道院長たち責任者を非難したグウェンは、エンツォ助祭とテデスキ神父によって連れ去られた。
セシリアは自室の聖母マリアの絵の裏側に、コリントの信徒への手紙・11章の14番、“悪魔は光の天使に変装する”と走り書きされているのを発見した。セシリアが自分の契約書のファイルをそっと確認すると、幼少時の水難事故の新聞記事と、染色体の核型の資料が挟まれていた。女性の悲鳴が聞こえる部屋を覗いてみると、椅子に拘束されたグウェンが舌を切り取られている最中だった。恐ろしくなったセシリアは鶏の死骸の血を使い、流産を装って修道院から脱出を図るが、車で移動中に流産の芝居が露見してテデスキに連れ戻された。
セシリアはある夜、修道院の地下に不気味な研究施設があることを発見する。神父になる前のテデスキは遺伝子工学の研究者で、鉄釘から採取したキリストのDNAを使って、修道女に新たな救世主を産ませる人体実験を秘密裏に行っていたのだ。過去の受胎実験は奇形児ばかりで失敗が続き、セシリアは実験開始から20年目にして初めて成功した例となる。これまで逃亡に失敗した女性たちと同様に、セシリアは足の裏に十字架の焼印を押される。
再び脱走を計画したセシリアは、修道院長を十字架で撲殺すると、破水しながらもロザリオで司祭を絞殺し、テデスキの研究所に火を放つ。教会地下のカタコンベに逃げ込んだセシリアは、惨殺されたグウェンの遺体を発見した。炎上する研究所から脱出したテデスキは、大火傷を負ったままセシリアを追い、胎児を取り出すためメスを彼女の下腹部に突き刺す。セシリアは教会から持ち出した鉄釘で、彼の喉を突き刺してカタコンベから脱出した。
ようやく屋外に逃げ延びたセシリアは、その場で子どもを産み落とすと、臍帯を自力で噛み切った。動物のような不気味な声を出す、その生き物を見て絶望したセシリアは、大きな岩を手に取って、新生児を叩き潰すのだった。

## キャスト
- シスター・セシリア - シドニー・スウィーニー[4]
- サル・テデスキ神父 - アルバロ・モルテ（英語版）[4]
- 修道院長 - ドーラ・ロマーノ[4]
- シスター・グウェン - ベネデッタ・ポルカロリ（英語版）[4]
- フランコ・メローラ枢機卿 - ジョルジオ・コランジェリ（英語版）[4]
- シスター・メアリー - シモナ・タバスコ（英語版）[4]
- シスター・イザベル - ジュリア・ヒースフィールド・ディ・レンツィ[4]
- ドクター・ガッロ - ジャンピエロ・ジュディカ[4]
- エンツォ助祭 - ジュゼッペ・ロ・ピッコロ[4]
- 猊下 - ジョルジョ・コランゲリ[4]
- シスター・フランチェスカ - ベッティ・ペドラッツィ[4]

## スタッフ
- 監督 - マイケル・モーハン（英語版）[4]
- 製作 - デビッド・ベルナド[4]、シドニー・スウィーニー[4]、ジョナサン・ダヴィーノ[4]、テディ・シュワルツマン（英語版）[4]、マイケル・ハイムラー[4]
- 製作総指揮 - クリストファー・カサノバ[5]、ジョン・フリードバーグ[5]、ウィル・グリーンフィールド[5]
- 脚本 - アンドリュー・ローベル[4]
- 撮影 - エリーシャ・クリスチャン[4]
- 美術 - アダム・リーマー[4]
- 衣装 - フランチェスカ・マリア・ブルノーリ[4]
- 編集 - クリスチャン・マシーニ[4]
- 音楽 - ウィル・ベイツ[4]
- 特殊メイク – シルビア・カステルッチ[5]、アレッサンドラ・マリア・カタラーノ[5]
- 特殊効果 - パオロ・ガリアーノ[5]
- 視覚効果 – マット・エイキー[5]、ジョン・ブルベイカー[5]

## 製作
マイケル・モーハン監督は、Netflixの連続ドラマ『サイテー! ハイスクール』（2018年）と、Prime Videoオリジナル映画『観察者』（2021年）の2度にわたってシドニー・スウィーニーと組んで仕事をしていた。スウィーニーは2014年にアンドリュー・ローベルが脚本を書いた宗教ホラー『IMMACULATE』（原題）のオーディションを受けていたが、当時は企画が形にならなかったのだ。その後、ハリウッドで次第に名声を得るようになったスウィーニーは、自ら『IMMACULATE』の映画の権利を買い取り、世話になったモーハンへの恩返しとして彼に監督を依頼した。
2022年10月、ブラック・ベアー・ピクチャーズとスウィーニーのフィフティ・フィフティ・フィルム共同制作のもと、スウィーニー自身がプロデュースと主演を務め、モーハンが監督する『IMMACULATE』の製作が正式に報道された。この時の記事に、ブラック・ベアー・ピクチャーズが『IMMACULATE』に全額出資をし、映画の国際販売も手がけることが書かれている。
スウィーニーが2014年にオーディションを受けた時から大きく変更された点がある。修道院周りの設定全てだ。元々は、事故で両親を失った10代の少女が寄宿学校に通うストーリーだった。スウィーニーは「主人公のセシリアは高校生だったの。でもアメリカの今どきの女子高生が、セックスをしたこともない処女だという設定は観客に受け入れられないだろうと思いました」と語り、脚本担当のローベル、モーハンと共にシナリオを練り直し、セシリアを敬虔なカトリックの修道女にした。またティーンエイジの高校生からスウィーニーの実年齢に合ったキャラクターに変える必要もあったという。

## 撮影
2023年2月13日、出演者としてアルバロ・モルテ、ベネデッタ・ポルカロリ、ドラ・ロマーノ、ジョルジオ・コランジェリらの名が発表され、すでにローマで撮影が始まっていることを『バラエティ』誌が報道した。2月17日にはシモナ・タバスコもキャストに加わっていることが報じられたが、どんな役柄かは非公開とされている。
主な撮影はローマ近郊のカタコンベを含め4か所で行なった。物語の舞台となる修道院は、実在の古い修道院を改装したドーリア・パンフィーリ美術館をロケに使い、屋外撮影はイタリアのフラスカーティにあるヴィラ・パリシを使った。ヴィラ・パリシは、『血みどろの入江』（1971年）や『処女の生血』（1974年）、『ゾンビ3』（1981年）の撮影にも使われた、ホラー映画ゆかりの伝統的なロケ地だった。
本編最後にセシリアが立ったまま絶叫と共に分娩を行なうシーンは、準備期間中にモーハンがスウィーニーに、イザベル・アジャーニが全身の穴という穴から体液を垂れ流す『ポゼッション』（1981年）の地下鉄のシーンを見せた。モーハンはインタビューに応えて「クレイジーに聞こえるかもしれないけど、あの（分娩中の）演技はスウィーニーにとってさほど難しいことじゃない、簡単な芝居なんだ。事前に『ポゼッション』でアジャーニが狂乱する演技を見せて、股間から新生児を押し出すためには、これぐらいはやり過ぎではないことを確認してもらったんだ。スウィーニーには、やり過ぎの更に先の限界を超えてもらう必要があった」。子供を産み落としたセシリアが取る行動はモーハンがアイデアを出し「ええ、いいわね。それでやりたいわ」とスウィーニーが承諾したことで、モーハンには上手く行くだろうという手応えがあったという。「子供を産んでいる最中のスウィーニーの表情は、1シーン1カットの長回しで撮っています。予備に別テイクも撮影しましたが、映画で使われているのはファースト・テイクそのままです」とモーハンは明かした。ローマとその近郊で行なわれた撮影は、2023年2月に終了した。

## 公開
2023年12月、ネオンは本作の米国配給権を取得した。2024年3月12日にサウス・バイ・サウスウエストでワールドプレミアが行われた後、同年3月22日にアメリカで劇場公開された。2024年3月22日にファーゴ映画祭でも上映された。
「激しい流血を伴う暴力描写、陰惨な映像、ヌード、一部の言葉遣い」を理由に、アメリカ映画配給協会MPAはこの映画をR指定に区分した。イギリスの映像審査機関BBFCは、「残忍で血みどろの暴力、酷い外傷の描写、セックスと性的暴力の暗喩、不快な場面」があるとして、18歳未満の鑑賞を禁ずる「18」に指定した。日本では映倫の審査により、一般映画「G」に指定されている。

## 評価
レビューアグリゲーターのRotten Tomatoesでは207件の批評家レビューのうち71%が肯定的意見で、平均点は6.3/10となっている。同サイトの総評は「コンセプトは完璧ながらも、演出は決して万全と言えない、この宗教を題材にしたホラー映画は、シドニー・スウィーニーの神々しい演技によって救われている」というもの。加重平均を用いるMetacriticは、39件の批評家レビューに基づいて100点満点中57点を与え、「賛否両論」の評価を示した。
『タイムアウト』誌のフィル・デ・セムリエンは「モーハン監督は、教会が精神的緊張の源だけでなく、素晴らしい武器の宝庫であることを教えてくれる。映画の中でロザリオ、十字架、磔刑の釘が、教皇庁が意図しない方法で活用されます」と、様々な信仰の道具で殺人を行なう主人公に言及した。
『Little White lies』の女性評論家ハンナ・ストロングは「上映時間は90分と短いながら、『IMMACULATE』はスロースターターな映画だ。陰謀の核心が明かされると、スウィーニーの熱のこもった叫びでさえも、その印象を覆せない。キリストに聖痕を付けた磔刑という、何世紀も前の宗教的象徴に新たな息吹を吹き込むには限界があるとはいえ、やはり期待外れの結果に終わった」と辛辣な評を寄せつつ、「スウィーニーはとても好感が持てる存在であり、まさにスクリーム・クイーンと呼ぶに相応しい女優なので、もっと良いホラー映画に出られるだろう」と一定の評価を下している。
『タイム』誌の映画評論家ステファニー・ザカレクは「モーハン監督は古典的なカトリックの奇蹟を題材にしたり、スウィーニーの爽やかさを描きつつも、現代ホラーの慣例にも時折屈する。グロテスクな見せ場や、飛び上がるような恐怖演出もあり、大量の流血は覚悟した方が良いだろう」と書き、以下のように続けた。「『IMMACULATE』は、1970年代にダリオ・アルジェントやマリオ・バーヴァが手がけていた、スタイリッシュで血みどろのジャッロの伝統を引き継いでいるようだ。しかしクラシックのジャッロ映画ほどの光沢感はなく、静かに艶やかである。衝撃的なエンディングに私はたじろぎ、そして笑ってしまった。最高級の悪女への冒涜だ」。
イギリスのオンライン新聞『インデペンデント』紙のクラリス・ラフリーは「『IMMACULATE』は宗教的な贖罪の概念と、妊娠に伴う身体的犠牲との間に何らかの関連性を示そうとしているのだろうか？ もしそうなら、映画はそれを明言する努力を一切していない」として、5点満点中2点を付けた。

## 『オーメン：ザ・ファースト』との比較
2024年のほぼ同時期に公開された『オーメン：ザ・ファースト』と『IMMACULATE』は、イタリアの修道院に着任した若い見習いシスターが主人公であり、悪魔の子を産む物語の類似性から一卵性双生児の映画と評された。両作品とも教会の家父長制的な構造を描き出し、女性は従順な存在であるべきとし、望まない妊娠を強いられる者になっている。一部の評論家は、両作品とも信仰と宗教を文脈にジェンダー論に切りこみ、強制授精で子供を産ませる、女性の身体的自律性の恐怖を描いていると指摘した。
『Vulture』の記者ビルジ・エビリは、「中絶を規制するアメリカ国内法を無効としたロー対ウェイド判決を最高裁が覆した直後、州が次々と宗教的な法律を制定し、身体的自律権を女性から奪おうとしている中で、女性に怪物を産ませようとするホラー映画が多く作られていることに今さら誰が驚くだろう」と書いている。
映画公開後、アメリカの掲示板型ソーシャルニュースサイト『Reddit』では、セシリアはいつ、どうやって妊娠したのか、疑問を投げかける多くの投稿があった。『オーメン：ザ・ファースト』の主人公は、子作りの儀式で獣型の悪魔と交尾して膣内射精を受ける、受精に必要な体験をしたことが明示されたのに対し、『IMMACULATE』のセシリアは妊娠のきっかけが描かれなかったためである。「鉄の釘からイエスのDNAが見つかったことは説明されたが、卵子にDNAを注入しただけでは妊娠しない。女性が受精するためには精液が必要だ。テデスキ神父はイエスのDNAを使って新しい精子を作ったということか？」と疑問が掲げられ、「イエスのクローンの胚を子宮に移植したんじゃないか？ 文字通り、イエスが地上に再臨したんだ」という意見から、「胚の移植といっても、まず受精卵を作るためには精子が要る。じゃあそれは一体誰の精子なんだ？」とリアクションがあるなど議論で意見は分かれた。「映画の中でセシリアに人工授精が行なわれた可能性が2箇所ある。1つめは彼女が修道院に入る際に受けたという処女膜の検査。処女膜の有無など実にナンセンスな馬鹿げた話で、セックスに何の関係もない上に精液の注入が可能だ。もうひとつは飲んでいたワインに薬が混ぜられていたかも。その後に彼女は気を失っている」とする意見もあった。
『Reddit』では他にも「これは基本的にカトリック版『ジュラシック・パーク』だよ。あの遺伝子だってキリストなんかじゃない、別の誰かのものだろう」と、そもそもキリストのDNAがあったという神父の話が嘘だと指摘する意見から、「教会に信者を集めるため、マリアの無原罪の御宿りを現代にもたらそうと、処女に人工授精を施して妊娠させたのでは。瓶の中に奇形のミュータントが沢山あったが、セシリアが産んだのもああいう奴だろう」といった投稿もなされた。
『IMMACULATE』がアメリカで公開された後、『オーメン：ザ・ファースト』の主演女優ネル・タイガー・フリーは、同じようなジャンルのホラー映画が続けて公開される気持ちを聞かれて、以下のように答えた。「似たようなテーマの映画が同時期に公開されることはよくありますね。女性が主人公の物語がまたひとつ増えて、素晴らしいと思う。私は『IMMACULATE』をまだ観ていないけど、是非とも観たいと思っています。人々がこういうテーマを探求したくなるのはよく分かります」。一方、同作の監督を務めたアルカシャ・スティーブンソンは、『IMMACULATE』を観るように薦めるほど熱心な語り口ではなかったものの、「人々は抑圧される女性の肉体について語りたがっているのだと思います。妊娠についてもそうです。あまりにもこれらのテーマを語りたくて、修道院が舞台の受胎ホラーが連続して企画されたのでしょう」とコメントした。

## 結末の解釈
『タイム』誌のリンゼイ・リー・ウォレスは映画公開後、セシリアが産み落とす物についての記事を掲載した。「カタコンベの長いトンネルを抜けた彼女は、立ったまま出産を始める。その叫び声は修道院に到着してからずっと耐え忍んできた恐怖、怒り、悲しみ、そして苦痛そのものだ。セシリアの表情とわずかな音響効果で、彼女の性器から出てきた“何か”が地面に落ちたことが分かるが、それは人間の赤子のような産声ではなく、ゴボゴボとした音と不気味な唸り声をあげている」とウォレスは綴り、セシリアが産んだのはキリストのクローンなどではなくアンチ・キリストの怪物だったことを示唆した。「テデスキ神父が試みた実験の失敗の結果である奇形の胎児たち、彼が聖遺物の釘から採取したという数千年前のDNAの劣化状態、そもそもその遺伝子が本当にイエスや人間の物だったのかという疑わしい点を考慮すると、この結末はあながち驚くようなことではない」とウォレスは結んだ。
『スクリーン・ラント』のベン・シャーロックは、2024年11月に“シドニー・スウィーニーの妊娠ホラー映画は『ローズマリーの赤ちゃん』のルールを打ち破った”と題した記事を掲載した。「獣のようにゴボゴボと奇妙な音をたてる不気味な赤ん坊を見下ろし、絶望したセシリアは悪魔のような赤ん坊を撲殺する」とシャーロックは書き、やはりセシリアが産んだのは人ならざるものだったことを示した。『ローズマリーの赤ちゃん』では、悪魔教団の陰謀でサタンとセックスをしてしまったローズマリーが、父親と同じ目を持つ自分の赤子を見て恐怖に怯えるが、結局はその子の母親になる道を選ぶ。本作のセシリアはそれに反して大きな岩を拾い、ローズマリーに出来なかったことを実行する。さらにシャーロックは以下のように書いている。「昨今、『ローズマリーの赤ちゃん』の模倣作は山ほどあり、反キリストの妊娠という題材は独創性に欠けるが、『IMMACULATE』の衝撃的なエンディングは、凡庸なホラー映画の本作を素晴らしい作品に昇華させている」。
サブカルチャー評論家のマイケル・J・ミラーは「これはホラー映画なので、当然ながらセシリアの子宮に宿ったものはイエス・キリストの再来などではない」と、本作がホラー作品であることに注視するよう書いた。続けてミラーは「あの錆びた釘がイエスの磔に使われた可能性はゼロに近いどころか、ましてや数世紀前のDNAを採取して受精させるなどありません! しかしカトリック教会が帝国に及ぼす影響は、まさにこうやって作られて行くのです」と書いた。
プロデュースも兼ねている主演のシドニー・スウィーニーは、セシリアが産んだものについて「私の頭の中にアイデアはあるけど、この話題を誰かと話し合うことは決してないわ」と、『エンターテインメント・ウィークリー』で語った。セシリアが大きな岩で叩き潰すまで、それが何なのかは分からない。ただ、セシリアが岩を取りに向かうカットで画面の右側に小さく赤黒い物が写っているのが見えるだけだ。スウィーニーは「アニマトロニクスで動くものがそこにあった」と認めたが、監督のモーハン共々、観客がそれぞれの解釈で観てくれることを期待して、敢えてその姿を明かさないことにしたという。「出産場面は複数の方法で撮影しましたが、映画で皆さんが見たのは最初のテイクです。その後、別の角度から見せる可能性を考えて、もう2テイク撮りましたが、やはりあれを見せるのは止めようという意見から、ファースト・テイクを採用しました」とスウィーニーは語る。
モーハン監督がポッドキャストのインタビューでネタバレに言及した際、セシリアが産んだ生き物は「最初は仔ヤギの鳴き声を加工したものをテストで使ったけど上手くいかなかったんです。それで音響デザイナーが、喘息の病気を持つ猫の声を見つけてきました。その音程を少し上げて、さえずりのような音を混ぜました。それが今の映画の中で聞こえている音です」と話した。